# Miss Model of the World
Miss Model of the World est un concours de beauté féminine.

## Gagnantes
| Année | Ville       | Pays organisateur | Gagnante                | Origine de la gagnante | Deuxième                     | Origine de la deuxième           | Troisième                         | Origine de la troisième |
| ----- | ----------- | ----------------- | ----------------------- | ---------------------- | ---------------------------- | -------------------------------- | --------------------------------- | ----------------------- |
| 1988  | Istanbul    | Turquie           | Vicky Azuero            | Colombie               | Helena Kirsi                 | Finlande                         | Sibel Tan                         | Turquie                 |
| 1989  | Istanbul    | Turquie           | Kao Arden               | France                 | Marisabel Valdes             | Venezuela                        | Aneta Rusewitz                    | Suède                   |
| 1990  | Taipei      | Taïwan            | Sharon Luengo           | Venezuela              | Nany Naegele                 | États-Unis                       | Eva Pedraza                       | Espagne                 |
| 1991  | Rome        | Italie            | Helena Wayth            | Australie              | Anne-Marie Poggi             | France                           | Anke Van dermeersch               | Belgique                |
| 1992  | Turku       | Finlande          | Celine Cassagnes        | France                 | Meike Swartz                 | Allemagne                        | Sonia Bermudez (en)               | Colombie                |
| 1993  | Paris       | France            | Gemith Gemparo          | Philippines            | Natalia Martinez             | Venezuela                        | Dimitri Kostaki                   | Grèce                   |
| 1994  | Istanbul    | Turquie           | Isabelle Da Silva       | France                 | Irini Alexiou                | Grèce                            | Alexandra Koukoulyka              | Russie                  |
| 1995  | Istanbul    | Turquie           | Laura Marlen Cabrera    | Cuba                   | Tuğba Özay                   | Turquie                          | Jakki Denell Aherne               | Australie               |
| 1996  | Istanbul    | Turquie           | Carla Pelpeca Fernandez | Cuba                   | Mercedes Mwajas              | Hongrie                          | Yenni Vaca Paz                    | Bolivie                 |
| 1997  | Istanbul    | Turquie           | Caroline Lubrez         | France                 | Mari Carmen                  | Espagne                          | Assel Isabaeva                    | Kazakhstan              |
| 1998  | Istanbul    | Turquie           | Abby Essien             | Royaume-Uni            | Veronica Laskaeva            | Ouzbékistan                      | Woon Yeow                         | Singapour               |
| 1999  | Antalya     | Turquie           | Michaella Walker        | Royaume-Uni            | Rosana Pelaz                 | Espagne                          | Thanyaluk Worapimrat              | Thaïlande               |
| 2000  | Istanbul    | Turquie           | Małgorzata Rożniecka    | Pologne                | Alexandra Aguilera           | Espagne                          | Feza Gursoy                       | Turquie                 |
| 2001  | Istanbul    | Turquie           | Laura Keranen           | Finlande               | Ksenia Saifutdinova          | Russie                           | Oksana Dahan                      | Israël                  |
| 2002  | Istanbul    | Turquie           | Yan Wei (en)            | Chine                  | Marta Gracia                 | Espagne                          | Dimitra Alexandraki               | Grèce                   |
| 2003  | Oulan-Bator | Mongolie          | Gislaine Ferreira       | Brésil                 | Miyako Miyazaki              | Japon                            | Florecita de Jesús Cobián Azurdia | Guatemala               |
| 2004  | Pékin       | Chine             | Agiyla Gomez            | Trinité-et-Tobago      | Ma Li                        | Chine                            | Ling Zhang                        | Hong Kong               |
| 2005  | Shenzhen    | Chine             | Catherine Abboud        | Liban                  | Chien-An Lin                 | Taïwan                           | Elena Tihomirova                  | Bulgarie                |
| 2006  | Shenzhen    | Chine             | Di Song                 | Chine                  | Eleonora Masalab (en)        | Ukraine                          | Ana Maria Ortiz Rodal             | Bolivie                 |
| 2007  | Yuncheng    | Chine             | Iveta Lutovská (en)     | République tchèque     | Stephanie Thomas             | Trinité-et-Tobago                | Ría Antoníou                      | Grèce                   |
| 2008  | Shenzhen    | Chine             | Mariia Iakimuk          | Ukraine                | Hommy King                   | Chine                            | Serap Tunç                        | Turquie                 |
| 2009  | Shenzhen    | Chine             | Éméné Nyamé             | France                 | Deyra Cimen                  | Turquie                          | Iuliia Galichenko                 | Ukraine                 |
| 2010  | Shenzhen    | Chine             | Amanda Delgado          | États-Unis             | Ema Masters                  | Australie                        | Qing Qing Cao                     | Chine                   |
| 2011  | Shenzhen    | Chine             | Sevcan Yasar            | Turquie                | Ivett Bozhar                 | Hongrie                          | Sara Jasmine Mamadama             | Guinée                  |
| 2012  | Shenzhen    | Chine             | Oparina Khrystyna       | Russie                 | Pomitun Anzhelika            | Ukraine                          | Kamaci Gelincik                   | Allemagne               |
| 2013  | Shenzhen    | Chine             | Margarita Pavlushina    | Tatarstan              | Margaret Baa                 | Ghana                            | Tetiana                           | Crimée                  |
| 2014  | Shenzhen    | Chine             | Shelynne Paige Hoyt     | États-Unis             | Anastasiya Sukh              | Ukraine                          | Natalya Tytko                     | Russie                  |
| 2015  | Shenzhen    | Chine             | Awa Geremaya Sanoko     | Côte d'Ivoire          | Sune Botes                   | Afrique du Sud                   | Sárka Mohorková                   | République tchèque      |
| 2016  | Shenzhen    | Chine             | Anna Merimaa            | Finlande               | Cécile Bègue                 | France                           | Cynthia Duque                     | Mexique                 |
| 2017  | Shenzhen    | Chine             | Liliia Halushko         | Ukraine                | Angela Goretti Robles Ibarra | Mexique                          | Angelina Chmel                    | Tatarstan               |
| 2018  | Shenzhen    | Chine             | Pınar Tartan            | Turquie                | Sarah Touré Kanika           | République démocratique du Congo | Gabriela Marisol Acosta Martínez  | Uruguay                 |
| 2019  | Shenzhen    | Chine             | Anastasilla Ushakova    | Russie                 | Liliia Lakishek              | Ukraine                          | Yang Yanwen                       | Chine                   |

## Classement des pays
| Nombre d'élections | Pays               | Année(s)                     |
| ------------------ | ------------------ | ---------------------------- |
| 5                  | France             | 1989, 1992, 1994, 1997, 2009 |
| 2                  | Russie             | 2012, 2019                   |
| 2                  | Turquie            | 2011, 2018                   |
| 2                  | Ukraine            | 2008, 2017                   |
| 2                  | Finlande           | 2001, 2016                   |
| 2                  | États-Unis         | 2010, 2014                   |
| 2                  | Chine              | 2002, 2006                   |
| 2                  | Royaume-Uni        | 1998, 1999                   |
| 2                  | Cuba               | 1995, 1996                   |
| 1                  | Côte d'Ivoire      | 2015                         |
| 1                  | Tatarstan          | 2013                         |
| 1                  | République tchèque | 2007                         |
| 1                  | Liban              | 2005                         |
| 1                  | Trinité-et-Tobago  | 2004                         |
| 1                  | Brésil             | 2003                         |
| 1                  | Pologne            | 2000                         |
| 1                  | Philippines        | 1993                         |
| 1                  | Australie          | 1991                         |
| 1                  | Venezuela          | 1990                         |
| 1                  | Colombie           | 1988                         |

### Nombre de gagnantes par continent
| Continent        | Nombre de titres | Pays ayant gagné                                                                                 |
| ---------------- | ---------------- | ------------------------------------------------------------------------------------------------ |
| Europe           | 15               | France (5), Ukraine, Finlande et Royaume-Uni (2), Turquie (2), République tchèque et Pologne (1) |
| Asie             | 7                | Chine et Russie (2), Philippines, Tatarstan et Liban (1)                                         |
| Amérique du Nord | 4                | États-Unis et Cuba (2)                                                                           |
| Amérique du Sud  | 4                | Trinité-et-Tobago, Brésil, Venezuela et Colombie (1)                                             |
| Afrique          | 1                | Côte D'Ivoire (1)                                                                                |
| Océanie          | 1                | Australie (1)                                                                                    |